# Frea unicolor
Frea unicolor là một loài bọ cánh cứng trong họ Cerambycidae.